# Валюта Венесуели

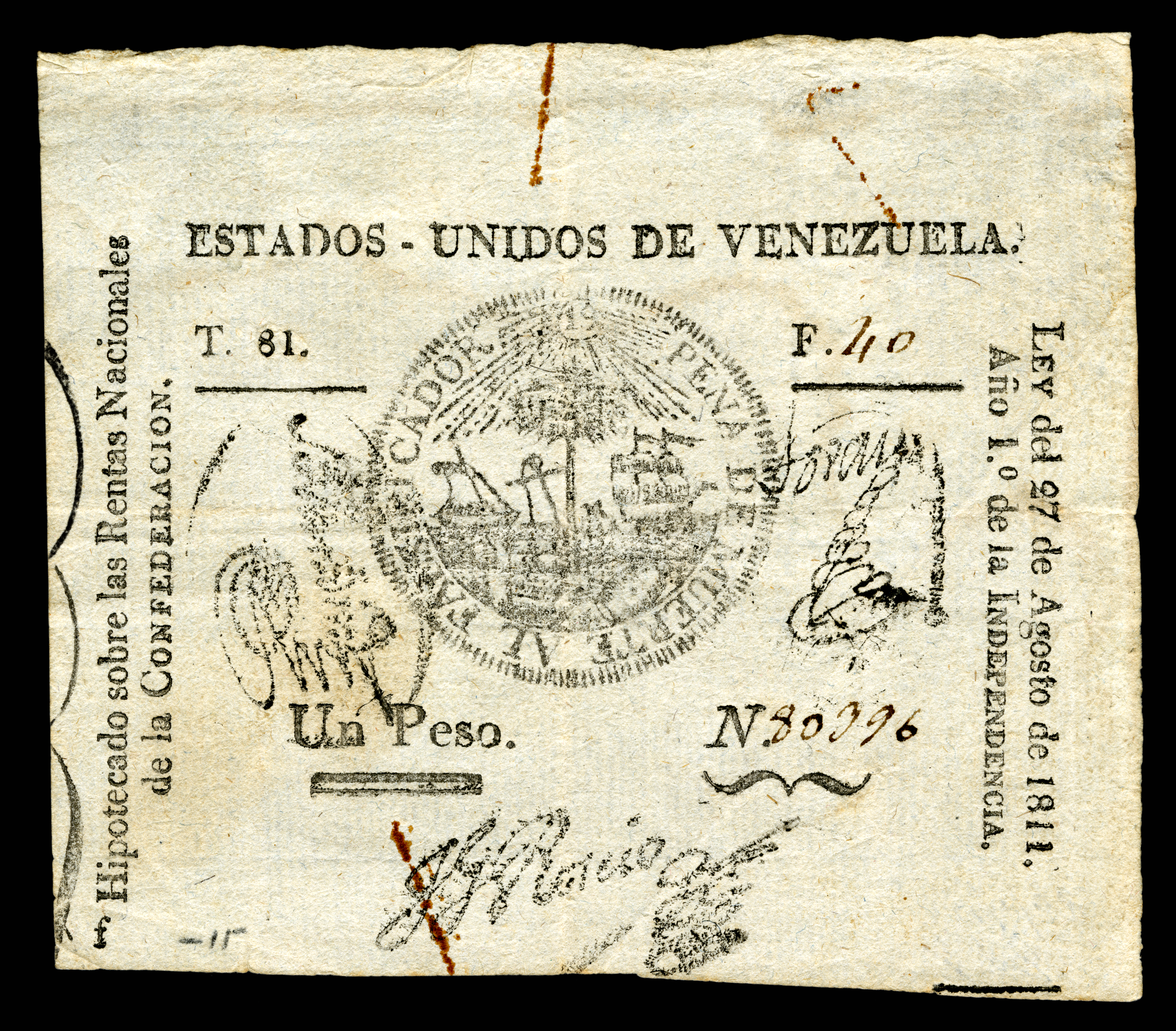
Сполучені Штати Венесуели, 1 песо (1811), з першого випуску національної паперової валюти.

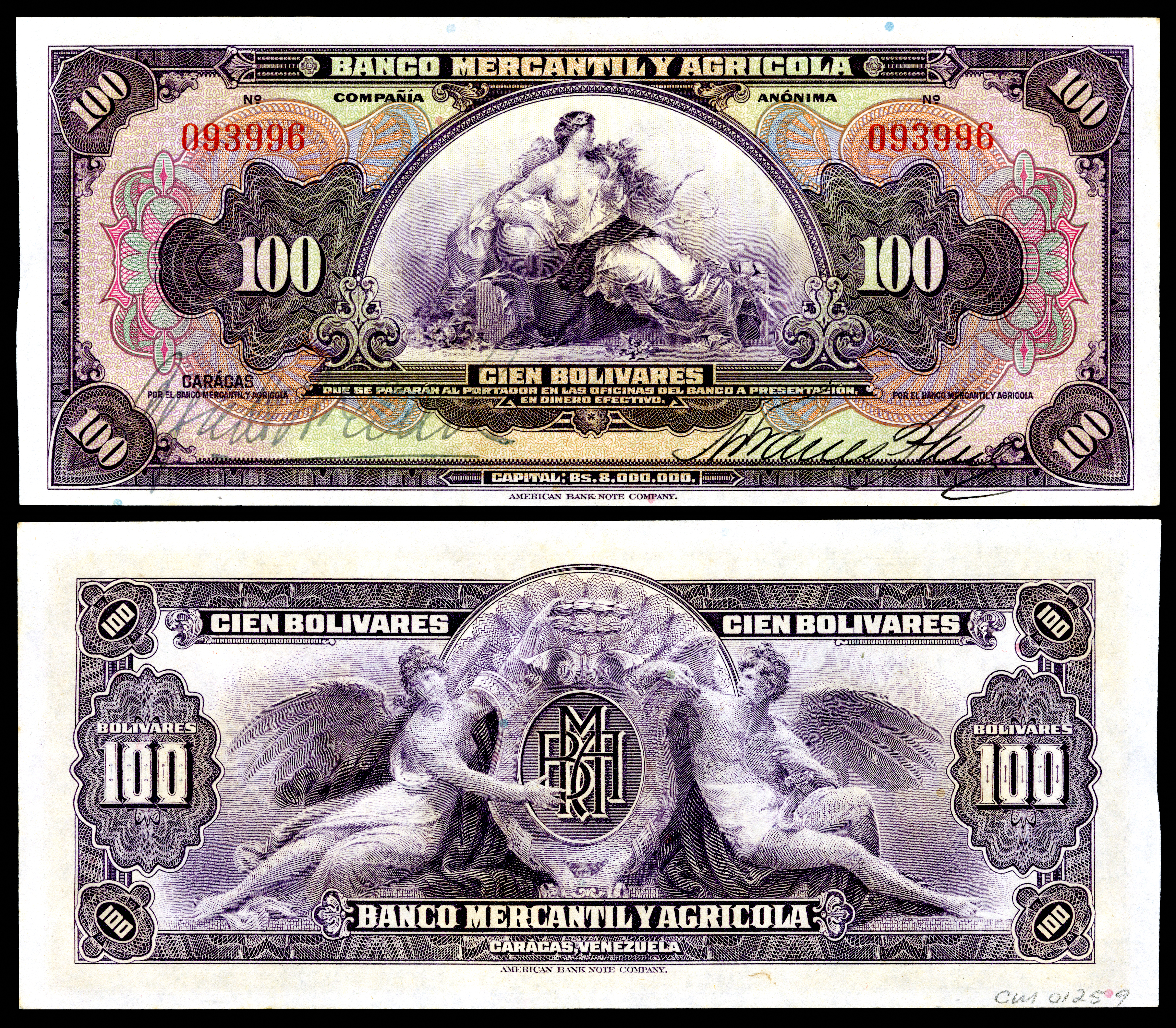
100 боліварів, Banco Mercantil Y Agricola (1929).

Валюта Венесуели перебуває в обігу з кінця 18 століття. Нинішньою грошовою одиницею у Венесуелі є венесуельський болівар.

## Валюта до незалежності
Песо = 8 реалів (срібло)
Ескудо = 2 песо (золото)
Венесуела розділяє загальну іспано-американську валютну систему, засновану на срібному песо і золотім ескудо, яка використовувалася по всій Іспанської Америці. Торгівля, особливо в какао, принесла в колонію гроші в кінці XVII століття у вигляді монети з мексиканської грошової маси, яка значно зросла після того, як у 1729 році компанія Гіпускоан де Каракас отримала торгову монополію, а іспанська й іспано-американська монети стали загальною формою платежу. Заборона на оборот американських монет в Іспанії (4 травня 1754 р.) привів до повернення монет іспанських монетних дворів у Іспанію. Потім компанія "Гіпускоан" привезла велику кількість качанів (макукенів) з монетних дворів Ліми, Потосі та Мехіко. Це початкове карбування залишалося в обігу протягом багатьох років, зникла тільки в перші роки існування Республіки.
У 1787 році для Венесуели була випущена спеціальна монета. Заявивши про брак оборотних монет, Каракас звернувся з клопотанням про випуск відмінних монет, внутрішня вартість яких була б нижче стандартної, які б були в обігу тільки на місцевому ринку. Це прохання було задоволене королівським указом від 25 грудня 1786 року. Інший указ від 3 лютого 1787 року дозволив 200 000 песо в монетах тільки у 60 відсотків від стандартної ваги. Ці монети були викарбувані в Мексиці та відправлені 16 квітня. Але деякі чиновники дізналися, що ці монети не були відмінними - вони відрізнялися від звичайного карбування тільки за вагою, і протестували випускові, побоюючись, що їх можна буде прийняти за звичайну монету. За царським указом від 20 серпня 1787 року монети були вилучені, а в 1788 році їх відкликали та розплавили.
Пізніше 18 століття характеризувалось недостатньою грошовою масою, і торговці використовували жетони (señas або fichas) для полегшення роздрібної торгівлі. До 1795 р. використання жетонів (зроблених із заліза, міді або олова) було дуже поширене, але їх нерегульоване питання і використання вважалися проблемою. Для розв'язання цієї проблеми Рада Каракаса Кабільдо (Caracas Cabildo) дозволила використання офіційних мідних жетонів, і в листопаді 1802 року в Каракасі був відкритий перший монетний двір Венесуели.